# Кластр
Кластр (фр. Clastres) — коммуна во Франции, находится в регионе Пикардия. Департамент коммуны — Эна. Входит в состав кантона Рибмон. Округ коммуны — Сен-Кантен.
Код INSEE коммуны — 02199.

## Население
Население коммуны на 2010 год составляло 611 человек.
| 1962 | 1968 | 1975 | 1982 | 1990 | 1999 | 2010 |
| ---- | ---- | ---- | ---- | ---- | ---- | ---- |
| 482  | 529  | 447  | 534  | 559  | 509  | 611  |

## Экономика
В 2010 году среди 400 человек трудоспособного возраста (15—64 лет) 282 были экономически активными, 118 — неактивными (показатель активности — 70,5 %, в 1999 году было 69,0 %). Из 282 активных жителей работали 248 человек (143 мужчины и 105 женщин), безработных было 34 (14 мужчин и 20 женщин). Среди 118 неактивных 26 человек были учениками или студентами, 38 — пенсионерами, 54 были неактивными по другим причинам.